# Sappi

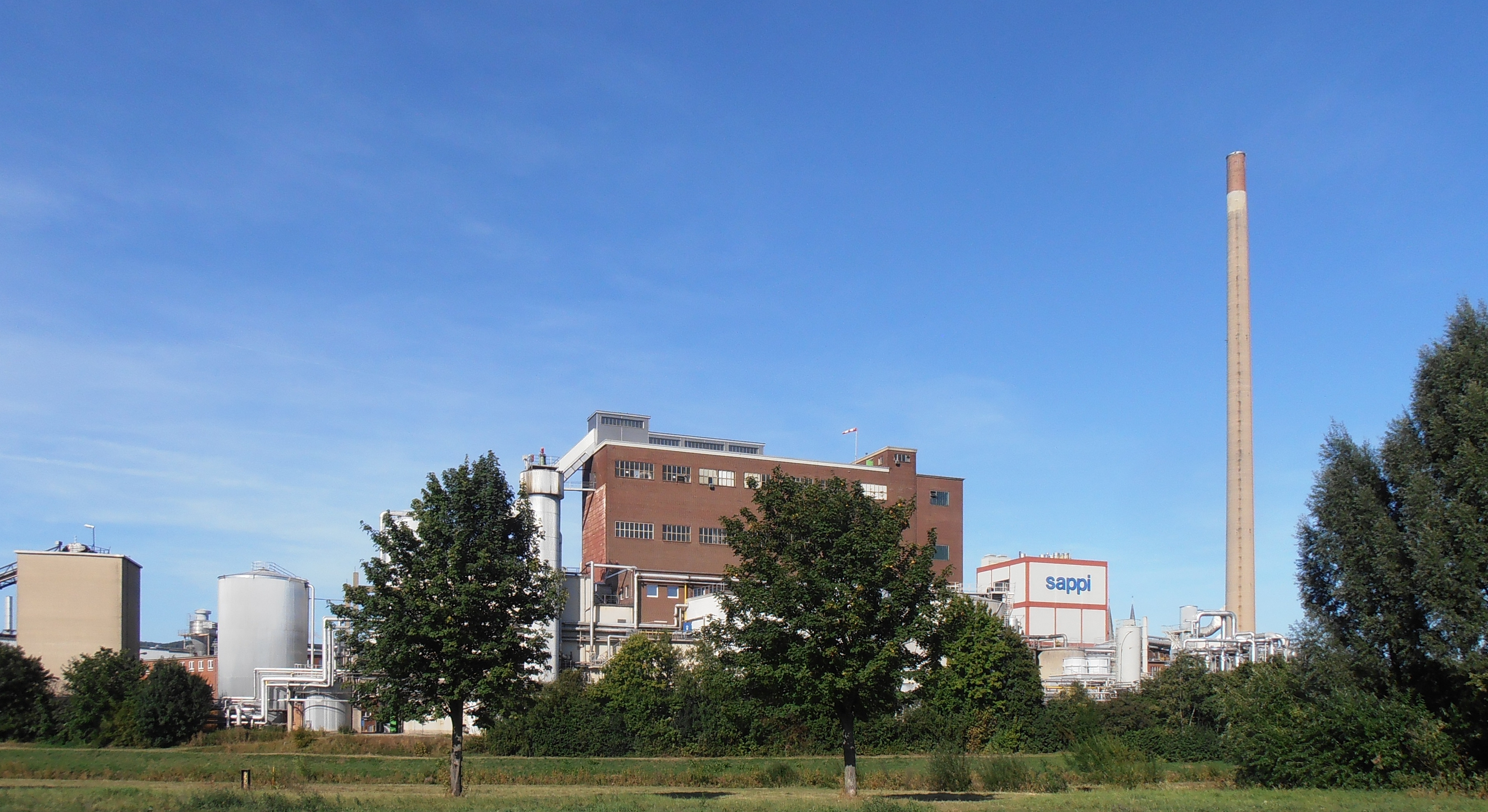
Sappi Alfeld GmbH

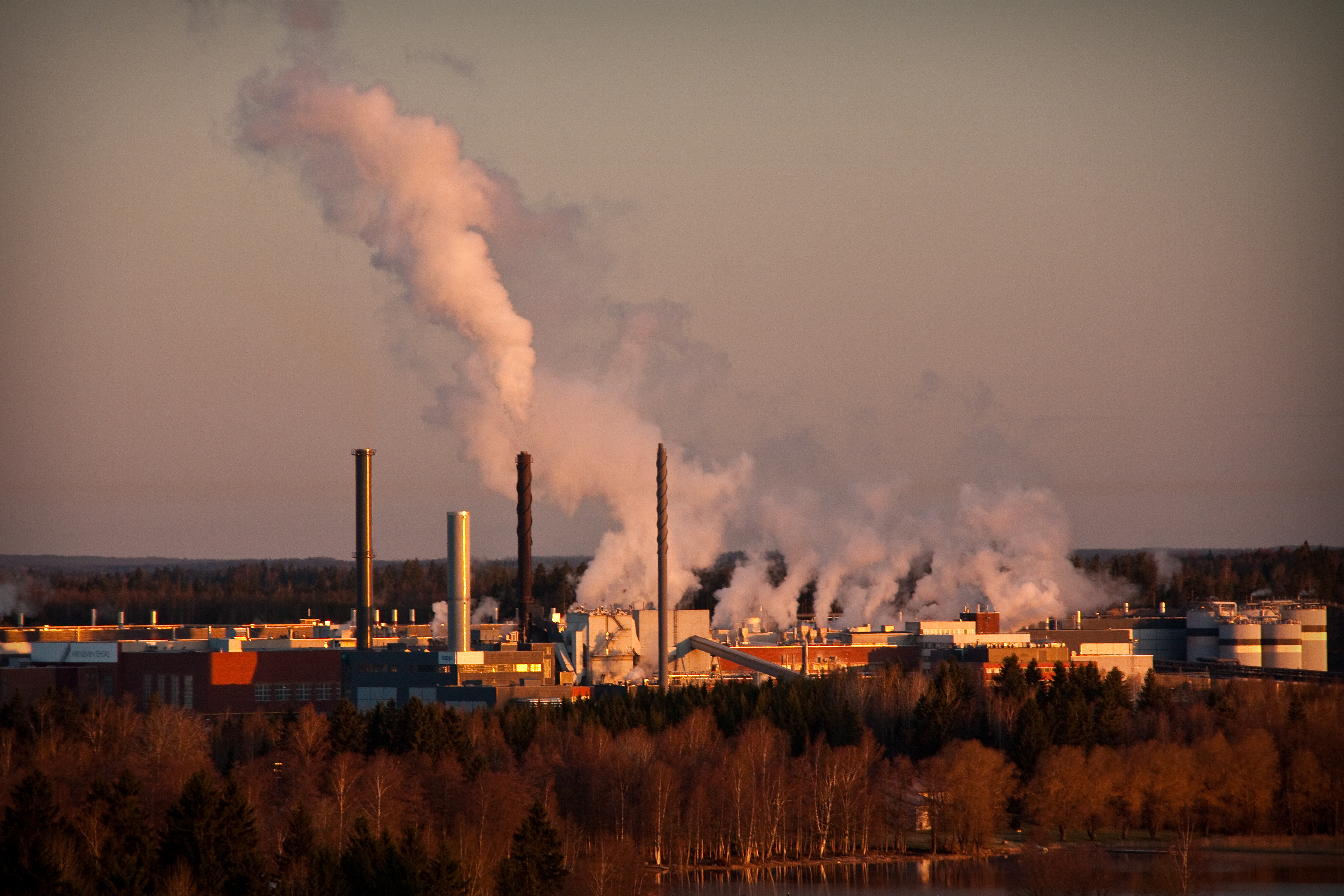
Papierfabrik in Kirkniemi

Sappi Limited ist eine global operierende Gesellschaft der Zellstoff- und Papierindustrie südafrikanischen Ursprungs. Der Firmensitz befindet sich in Johannesburg, im Stadtteil Braamfontein. Die Gesellschaft teilt sich in fünf wesentliche Geschäftsbereiche: Sappi Fine Paper, Sappi Forest Products, Sappi Specialised Cellulose, Sappi Paper and Paper Packaging und Sappi Trading. Sie beschäftigt weltweit etwa 12.800 Menschen.

## Geschichte
Sappi wurde im Dezember 1936 als South African Pulp and Paper Industries Limited gegründet. Aus diesem Namen, abzüglich der Gesellschafts-/Rechtsform Limited, leitet sich aus den Anfangsbuchstaben der heute im Wesentlichen gebräuchliche und seit der Namensänderung 1973 offiziell geführte Name „SAPPI“ her. Die erste Papier- und Zellstofffabrik wurde nahe Springs in Südafrika errichtet. 1980 wurde der Geschäftsbereich Sappi Timber Products gebildet, um sich im Sägewerksbereich zu spezialisieren. Durch zahlreiche Zukäufe wuchs Sappi zu einem Global Player auf dem Papiermarkt. So wurde 1992 der deutsche Papierhersteller Hannover Papier gekauft und in den Konzern eingegliedert. Dies machte Sappi über Nacht zu einem der größten europäischen Hersteller gestrichenen holzfreien Papiers. 1997 folgte die Übernahme der KNP-Leykam mit Werken in Belgien, den Niederlanden (vorm. KNP) und Österreich (vorm. Leykam). 2002 hat das Unternehmen den Geschäftsbereich für gestrichene Feinpapiere der PotlatchDeltic erworben.
Der Konzern ist an den Börsen von New York und Johannesburg notiert.
Sappi ist heute der größte Arbeitgeber in Gratkorn, Mandeni und Alfeld (Leine).
Am 29. September 2008 gab das Unternehmen die Unterzeichnung eines Vertrages zur Übernahme des Geschäftsbereiches für gestrichenes Grafikpapier von M-real – mit Ausnahme des M-real-Geschäftes in Südafrika – bekannt. Damit übernahm Sappi vier Papierfabriken für gestrichenes Grafikpapier in Kirkniemi und Kangasniemi in Finnland, Stockstadt am Main in Deutschland und Biberist in der Schweiz, letztere wurde aber per Ende August 2011 abgewickelt.
Ende des Jahres 2014 griffen erste langgeplante Umstrukturierungsmaßnahmen, u. a. wurde das Direktgeschäft mit „Sappi & You“ aufgenommen. Dies ist eine Vertriebsvariante, in der der Direktkontakt mit dem verarbeitenden Gewerbe gesucht wird, anstatt das Papier über den Großhandel zu verkaufen.
Am 29. September 2022 akzeptiert Sappi das Kaufangebot der AURELIUS Investment Lux One S.à.r.l. über 272 Mio. Euro für die 3 grafisches Feinpapier herstellenden Papierfabriken in Maastricht (NL), Stockstadt (D) und Kirkniemi (SF). Sappi will dieses Produktsegment reduzieren.

## Produktionsstandorte

### Europa

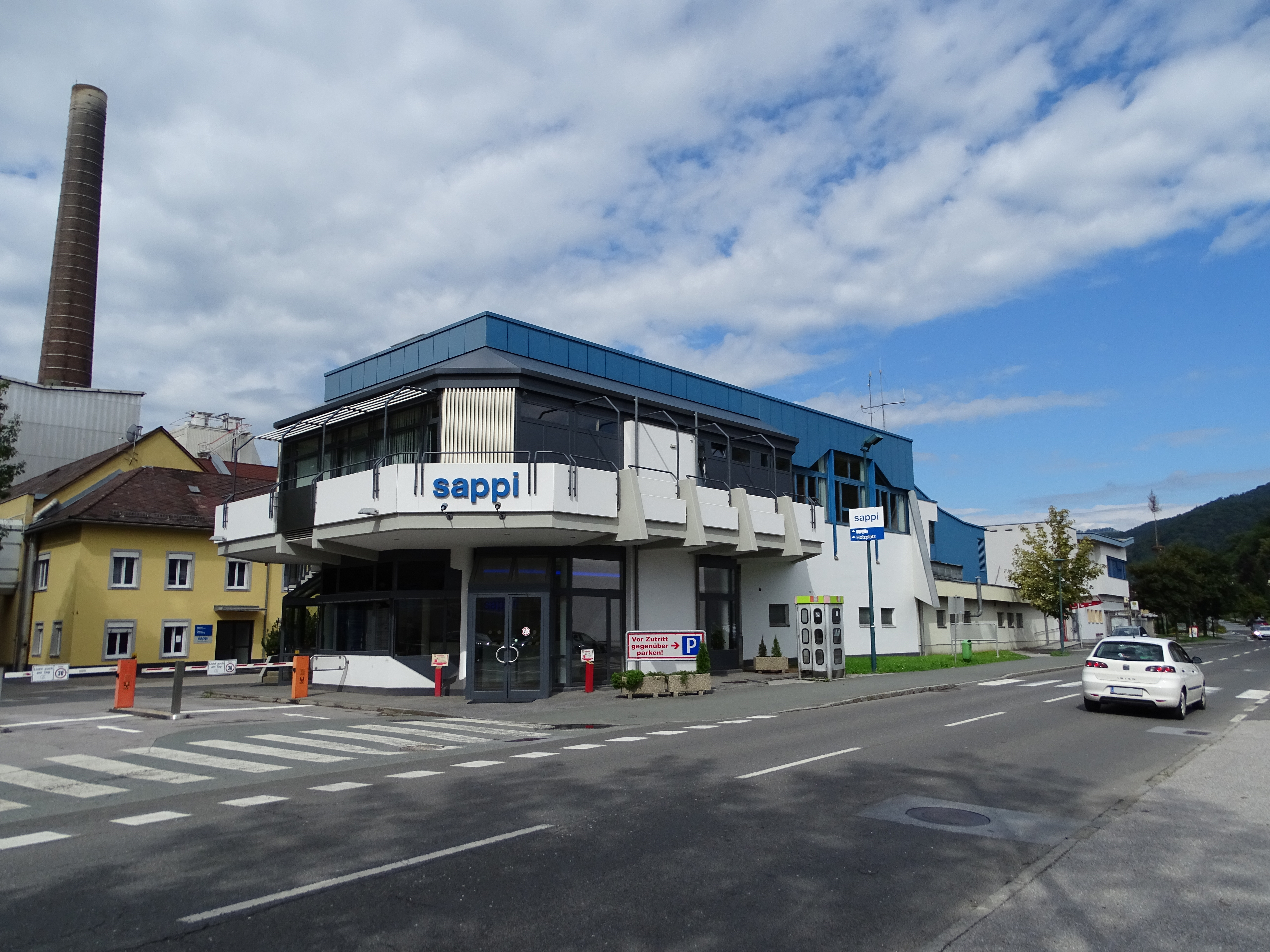
Standort in Gratkorn

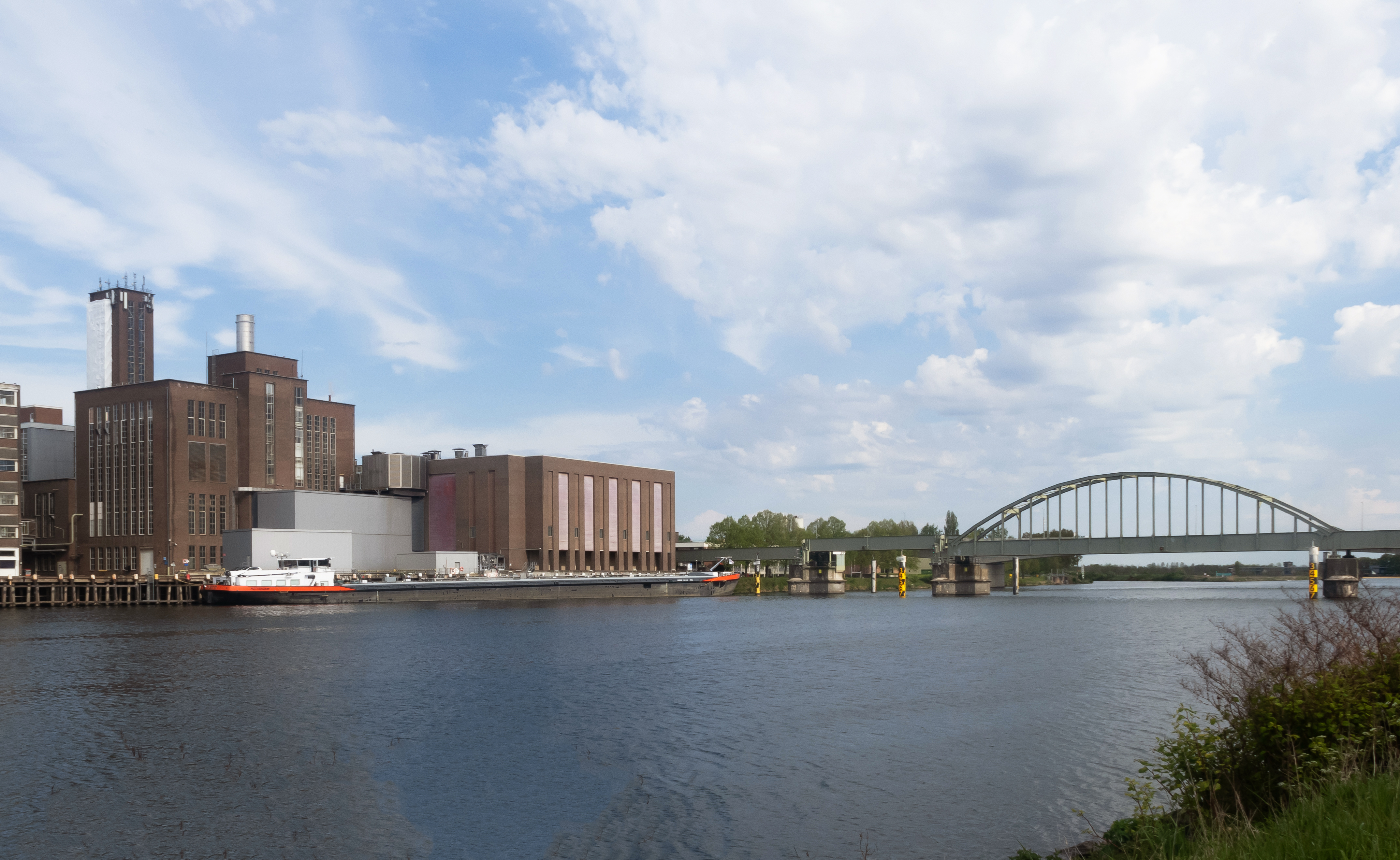
Standort in Maastricht

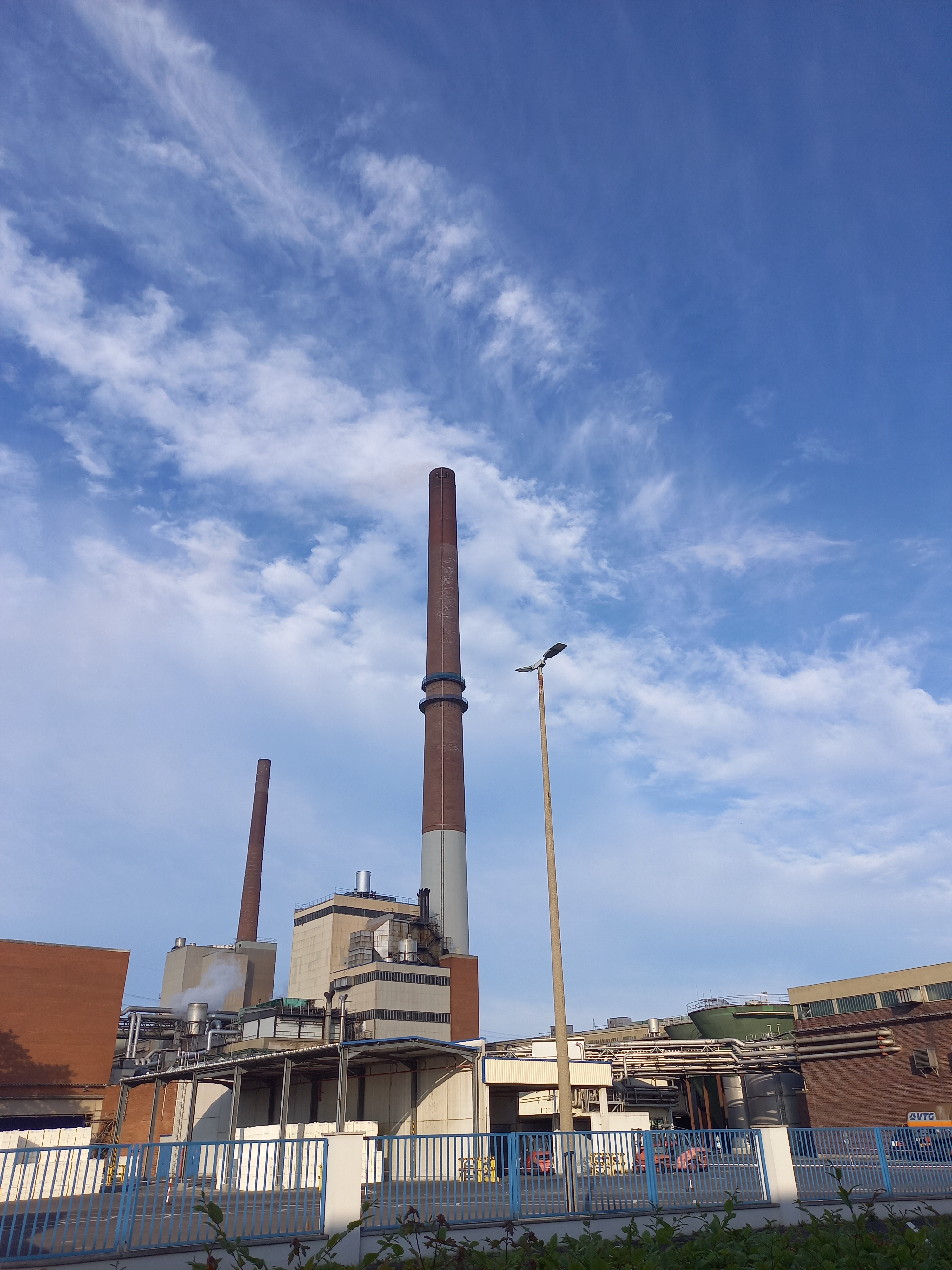
Standort in Stockstadt

Sappi Fine Paper Europe betreibt in Europa mehrere Papier- und Zellstofffabriken.
- Alfeld (Leine) (D)
- Biberist (CH) (im August 2011 geschlossen)
- Ehingen (Donau) (D)
- Gratkorn (A) – vor 1997 Papierfabrik Leykam, 1517–1793 Leuzendorfer Papiermühle[8]
- Kangasniemi (FIN) (im Frühjahr 2010 geschlossen)
- Kirkniemi (FIN) – Verkauf Q1 2023 an Aurelius
- Lanaken (B) – Schließung voraussichtlich im Q1 2024
- Maastricht (NL) – Verkauf Q1 2023 an Aurelius
- Nijmegen (NL) (im Sommer 2014 verkauft,[9] im August 2015 insolvent[10])
- Stockstadt am Main (D) – Stilllegung zum 31. März 2024. Verkauf an Wellpappenhersteller Progroup im Oktober 2023[11]

## Unternehmensstruktur und Produktpalette
Sappi stellt gestrichenes Feinpapier und chemischen Zellstoff her. Das Unternehmen verfolgt seine Geschäftstätigkeit über drei Sparten: Sappi Fine Paper, Sappi Forest Products und Sappi Trading.
Sappi Fine Paper wird wiederum über drei regionale Geschäftsbereiche gemanagt: Sappi Fine Paper North America, Sappi Fine Paper Europe und Sappi Fine Paper South Africa. Der Unternehmensbereich Sappi Fine Paper verfügt über Produktions- und Marketingeinrichtungen in Nordamerika, Europa, Südafrika und Asien. Das Unternehmen produziert gestrichene grafische und technische Papiere, gestrichene und nicht gestrichene Spezialpapiere sowie Folien- bzw. Trennpapiere zur Herstellung von Kunstleder und für die Polyurethanbeschichtung.
Sappi Forest Products mit Sitz in Südafrika fertigt Massengüter für den Papiersektor, Zellstoff, chemischen Zellstoff sowie Forst- und Holzerzeugnisse für südafrikanische Abnehmer und den Export.
Das Unternehmen vertreibt seine Produkte an Händler, das weiterverarbeitende Gewerbe wie Druckereien, Verlagshäuser und andere Direktkunden.
| Finanzdaten                                                  | Finanzdaten | Finanzdaten |
| ------------------------------------------------------------ | ----------- | ----------- |
| Jahr                                                         | 2015        | 2014        |
| Net Sales (US$M)                                             | 5.309       | 6.061       |
| Profit (US$M)                                                | 167         | 135         |
| Hinweis: Ende des Wirtschaftsjahres war jeweils im September |             |             |

## Unternehmensdaten
- Papierproduktion: 5,7 Mio. t/a
- Papierzellstoff: 2,4 Mio. t/a
- Chemische Zellulose: 1,3 Mio. t/a

Produktionstätigkeit in sieben Ländern auf drei Kontinenten, Vertrieb in über 100 Ländern, ca. 12.800 Beschäftigte weltweit.